# Anthonie Cornelis Oudemans
Anthonie Cornelis Oudemans (ou Antoon Cornelis Oudemans) est un entomologiste néerlandais, né le 12 novembre 1858 à Batavia et mort le 14 janvier 1943 à Arnhem.
Il consacre sa thèse aux vers plats. Il devient directeur du jardin zoologique de La Haye en 1885. En 1895, Oudemans quitte La Haye pour enseigner la biologie à Sneek.
Oudemans est célèbre pour avoir publié en 1892, un livre intitulé The Great Sea Serpent consacré aux observations de serpents de mer à travers le monde. Il pense qu’il pourrait s’agir d’un grand phoque encore inconnu, Megophias megophias. Ses thèses ne reçoivent pas un accueil très chaleureux. Bernard Heuvelmans (1916-2001) considère que ce livre marque le début de la cryptozoologie.

## Source
- (en) Cet article est partiellement ou en totalité issu de l’article de Wikipédia en anglais intitulé « Anthonie Cornelis Oudemans » (voir la liste des auteurs).